# 오의식
오의식(한국 한자: 呉義植, 1983년 11월 1일 ~ )은 대한민국의 배우이다.

## 출연작

### 연극·뮤지컬
- 2006년 어린이뮤지컬 《브레멘 음악대》 - 당나귀 동키 역
- 2006년~2009년 《사랑에 관한 다섯개의 소묘》
- 2008년 《사랑에 관한 다섯개의 소묘》 (부산 공연)
- 2008년 《내가 가장 예뻤을 때》 - 상우 역
- 2009년 《술집》
- 2009년~2011년 《락시터》 - 1인 다역
- 2010년 《유기농 뮤지컬 총각네 야채가게 2.0》 - 지환 역
- 2009년~2011년 《락시터》 - 1인 다역 (부산 공연)
- 2010년 《마법사들》 - 박명수 역
- 2010년 《술집 - 돌아오지 않는 햄릿》 - 멀티맨 역
- 2011년 《넌 가끔 내 생각을 하지 난 가끔 딴 생각을 해》 - 어린철수 멀티맨 역
- 2011년~2012년 《오디션》 - 최준철 역
- 2012년 《달 콤》 - 백인기 역
- 2013년 《달을 품은 슈퍼맨》 - 윤도현 역
- 2013년~2014년 《나와 할아버지》 - 준희 역
- 2013년 《발칙한 로맨스》 - 구봉필 역
- 2013년~2014년 《올모스트 메인》 - STEVE/PHILL 역
- 2014년 《가을 반딧불이》 - 다모쓰 역
- 2014년 《유도소년》 - 이요셉 역
- 2014년 《아가사》 - 폴/뉴먼 역
- 2014년 《우리 노래방가서 얘기 좀 할까》 - 노래방 주인 역
- 2014년 《두결한장》 - 티나 역
- 2014년 《케미스토리》 - 윤호랑 역
- 2015년 《유도소년》 - 이요셉 역
- 2015년 《로기수》 - 배철식 역
- 2015년 《나와할아버지》 - 준희 역
- 2015년 《뜨거운여름》 - 윤재희 역
- 2016년 《올모스트메인》 - EAST / LENDALL / CHAD / DAVE 역
- 2017년 《신인류의 백분토론》 - 육근철 역
- 2017년 《유도소년》_스페셜 회차 - 이요셉 역

### 콘서트
- 2015년 안PD의 《내인생의 다이어리》 하반기 공개방송 - 게스트
- 2015년 트루맨쇼 제 18회 《날아라 오형제》
- 2013년 《관객자리주쇼》 - 게스트

### 드라마
- 2013년 tvN 수요 미니시리즈 《푸른거탑》 ... 제주도 사투리 병사 역 (특별출연)
- 2015년 tvN 금토 미니시리즈 《오 나의 귀신님》 ... 최지웅 역
- 2015년 KBS2 단막극 《KBS 드라마 스페셜 - 계약의 사내》 ... 최도석 역
- 2016년 tvN 월화 미니시리즈 《피리부는 사나이》 ... 최성범 경사 역
- 2016년 KBS2 월화 미니시리즈 《구르미 그린 달빛》 ... 성열 역
- 2016년 MBC 수목 미니시리즈 《역도요정 김복주》 ... 방운기 역
- 2017년 tvN 월화 미니시리즈 《써클: 이어진 두 세계》 ... 이동수 역
- 2017년 KBS2 월화 미니시리즈 《쌈 마이웨이》 ... 오 주임 역
- 2017년 SBS 드라마스페셜 《당신이 잠든 사이에》 ... 봉두현 역
- 2017년 MBC 월화 미니시리즈 《투깝스》 ... 이호태 역
- 2018년 SBS 월화 미니시리즈 《기름진 멜로》 ... 맹삼선 역
- 2018년 KBS2 월화 미니시리즈 《너도 인간이니?》 ... 차현준 역
- 2018년 tvN 수목 미니시리즈 《아는 와이프》 ... 오상식 역
- 2018년 SBS 6부작 월화 미니시리즈 《사의 찬미》 ... 홍해성 역
- 2019년 tvN 주말 미니시리즈 《로맨스는 별책부록》 ... 홍동민 역 (특별출연)
- 2019년 tvN 수목 미니시리즈 《진심이 닿다》 ... 공혁준 역
- 2019년 tvN 수목 미니시리즈 《악마가 너의 이름을 부를 때》 ... 강하 역
- 2020년 tvN 주말 미니시리즈 《하이바이, 마마!》 ... 계근상 역
- 2020년 KBS2 주말연속극 《한 번 다녀왔습니다》 ... 오정봉 역
- 2020년 tvN 월화 미니시리즈 《(아는 건 별로 없지만) 가족입니다》 ... 우석 역
- 2020년 tvN 수목 미니시리즈 《여신강림》 ... 한준우 역
- 2021년 tvN 주말 미니시리즈 《갯마을 차차차》 ... 박정우 역 (특별출연)
- 2022년 tvN 금토 미니시리즈 《별똥별》 ... 민호 역 (특별출연)
- 2022년 MBC 금토 미니시리즈 《빅마우스》 ... 김순태 역
- 2022년 tvN 주말 미니시리즈 《일타 스캔들》 ... 남재우 역
- 2023년 SBS 금토 미니시리즈 《소방서 옆 경찰서 그리고 국과수》 ... 강도하 역
- 2024년 MBC 금토 미니시리즈 《밤에 피는 꽃》 ... 석정 역
- 2024년 ENA 월화 미니시리즈 《크래시》 … 이태주 역
- 2024년 SBS 금토 미니시리즈 《지옥에서 온 판사》 … 최원중 역
- 2025년 MBC 금토 미니시리즈 《언더커버 하이스쿨》 ... 정재현 역
- 2025년 ENA 월화 미니시리즈 《살롱 드 홈즈》 … 젊은 천용만 역 (특별출연)
- 2025년 MBC 금토 미니시리즈 《메리 킬즈 피플》 … 김시현 역
- 2025년 tvN 주말 미니시리즈 《폭군의 셰프》 ... 임송재 역

### 영화
| 연도 | 제목              | 역할        | 비고                                    |
| ---- | ----------------- | ----------- | --------------------------------------- |
| 2013 | 《얼음강》        | 창재        | 2014년 KT&G 상상극장 -7월 단편 상상극장 |
| 2014 | 《슬로우 비디오》 |             |                                         |
| 2014 | 《바깥》          |             |                                         |
| 2017 | 《공조》          | 이대팔      |                                         |
| 2019 | 《기묘한 가족》   | 최의식 순경 |                                         |
| 2024 | 《리볼버》        |             |                                         |

### 라디오
- 2016년 5월 13일 ~ 2017년 6월 2일 KBS Cool FM 《조윤희의 볼륨을 높여요》 금요일 코너 '후토크' - 고정게스트